# スイート・タイフーン
『スイート・タイフーン』は宝塚歌劇団によって制作された舞台作品。雪組公演。宝塚の本公演における形式名は「ショー」。宝塚・東京の本公演は20場。作・演出は三木章雄。宝塚・東京における併演作品は『花幻抄』と『恋さわぎ』。

## 公演期間と公演場所
- 1991年2月15日 - 3月26日（新人公演：3月5日）　宝塚大劇場[1][3]
- 1991年6月3日 - 6月28日（新人公演：6月11日）　東京宝塚劇場[2][3]

## 解説
※宝塚100年史（舞台編）の宝塚大劇場公演参考。
若々しい風のエネルギーが世界に広がって、様々な出来事を引き起こし、人々の心に希望や喜びを与える作品。風、翼、雲、光、希望、夢といった、上演するもの、飛び立つものをイメージしたショーで、雪組の熱いエネルギーが舞台いっぱいに溢れる作品。日本国外の公演試作品として上演。

## スタッフ（本公演）
※氏名の後ろに「宝塚」「東京」の文字がなければ両劇場共通。
- 作曲・編曲：寺田瀧雄・吉田優子・高橋城・服部克久
- 音楽指揮：岡田良機（宝塚）、北沢達雄（東京）
- 振付：羽山紀代美・朱里みさを・名倉加代子・尚すみれ
- 装置：石濱日出雄・関谷敏昭
- 衣装：任田幾英
- 照明：今井直次
- 小道具：万波一重
- 効果：市成秀二
- 音響監督：松永浩志
- 演出補：中村暁
- 演出助手：谷正純・石田昌也・木村信司
- 舞台進行：豊田登
- 制作：巽善明
- 製作担当：柏原正一（東京）

## 主な配役

### 本公演
宝塚
- 風の青年S、プリンス、バードの男S、鳳凰 - 杜けあき[1]
- 歌手、青年、バラの精、ピエロ、紳士S、バードの男 - 一路真輝[1]
- 風の娘、少女、淑女、バードの女、鳳凰 - 鮎ゆうき[1]
- トロピカル・ダンディA - 真咲佳子[1]
- 海賊 - 古代みず希[1]
- 歌手、白雪姫 - 小乙女幸[1]
- 貴族の女、トロピカルレディ - 早原みゆ紀[1]・美月亜優[1]
- 風の青年、王子、貴族の男 - 海峡ひろき[1]
- 風の青年、貴族の男、極楽鳥 - 高嶺ふぶき[1]・轟悠[1]
- 歌手、こけし - 朝霧舞[1]
- 歌手 - 秋野さとみ[1]
- 令嬢S、トロピカル・レディ - 五峰亜季[1]
- 貴族の女 - 優美かがり[5]
- 貴族の男 - 有未れお[6]・宝樹彩[6]
- 貴族の女、ラブバード - 五条まい[6]
- ラブバード - 和央ようか[6]
- 歌手、カゲソロ - 純名里沙[6]
- トロピカル・レディ - 一原けい[6]

東京の変更点
- 第14場　ラブバード（歌手） - 毬丘智美
- 第17場　ロケットボーイ - 香寿たつき・和央ようか

### 新人公演
宝塚
- 風の青年S、プリンス、ダンディ、鳳凰 - 轟悠
- 王子様 - 多彩しゅん
- バード女S - 朝霧舞
- 白雪姫 - 五峰亜季
- 海賊 - 矢吹翔
- 貴族の男 - 有未れお
- 風の娘S、淑女S、鳳凰 - 五条まい
- 歌手、風の青年S、紳士、バードの男 - 和央ようか
- 令嬢S - 渚あき
- バラの精、ピエロ、極楽鳥 - 宝樹彩
- 極楽鳥 - 高倉京

東京の変更点
- 第5・6場　こけし - 美穂圭子[3]
- 第14場　ラブバード（歌手） - 朱未知留[7]
- 第15・16場　バード（女）- 毬丘智美[8]
- 第17場　歌う男 - 香寿たつき[8]

## 主な楽曲
- スイート・タイフーン
- 熱風
- 風を抱きしめて
- 鈴伝説
- 幻愛
- 東風